# Geografia della Slovenia
La Slovenia è situata nell'Europa centrale. Le Alpi (Alpi Giulie, Alpi di Kamnik e della Savinja, Caravanche, massiccio del Pohorje) dominano la Slovenia settentrionale lungo il suo confine con l'Austria e l'Italia; la costa dell'Adriatico si estende a sud-ovest per circa 43 km dal confine italiano a quello croato.
Il termine "carsismo" deriva dal nome dell'altopiano del Carso, tra il Friuli e la Slovenia sud-occidentale, una regione di roccia calcarea ricca di fiumi sotterranei, gole e caverne tra Lubiana ed il Mediterraneo.
Nella Pianura Pannonica nella zona nord-orientale del paese (verso i confini croato ed ungherese) il territorio è essenzialmente piatto; tuttavia la maggior parte del paese è collinare o montuoso, con il 90% circa di superficie sopra i 200 m s.l.m.

Carta della Slovenia

## Ubicazione
Nel sud-est dell'Europa centrale, situata nei pressi delle Alpi Orientali e confinante con il mar Adriatico, tra Austria e Croazia.

## Coordinate geografiche
Estremi geografici della Slovenia:
- Nord: 46°52′36″N 16°13′59″E, Šalovci,
- Sud: 45°25′19″N 15°10′00″E, Črnomelj,
- Est: 46°28′11″N 16°36′38″E, Lendava,
- Ovest: 46°17′53″N 13°22′32″E, Caporetto.

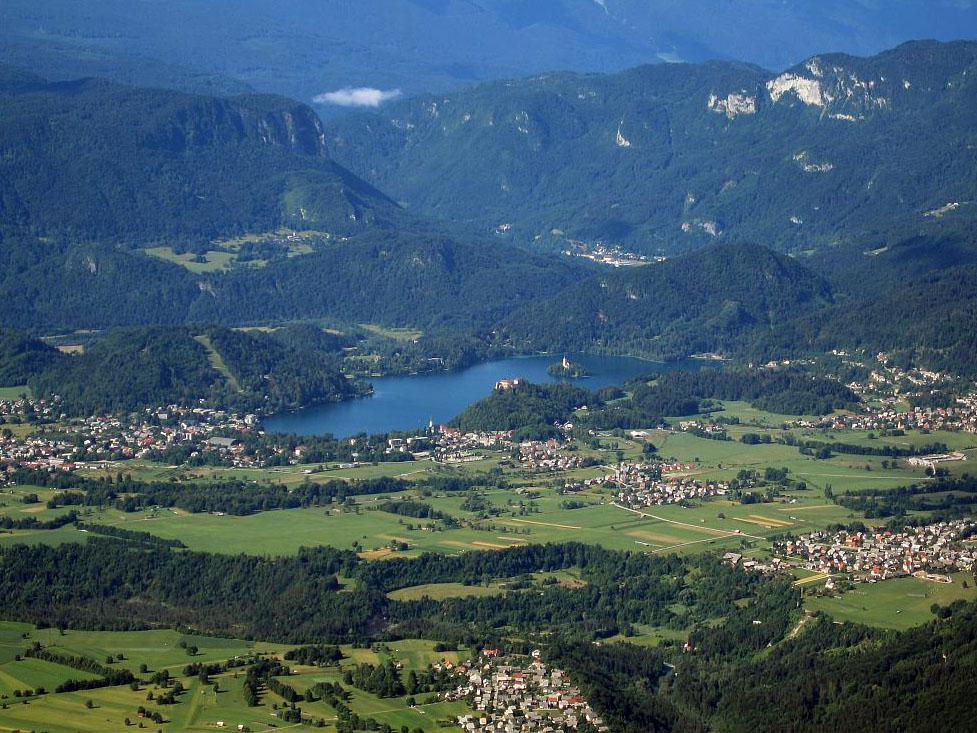
Vista aerea del Lago di Bled

La maggior distanza nord-sud è di 1°28', 163 km.

La maggior distanza est-ovest è di 3°13', 258 km.

## Riferimenti sulla mappa
Europa

## Area
- Totale: 20.273 km²
- Terra: 20.273 km²
- Acqua: 0 km²

Comparazione: poco più piccola dell'Israele.

## Confini
- Confini terrestri
  - Totale: 1 334 km
  - Paesi confinanti: Austria 330 km, Croazia 670 km, Italia 232 km, Ungheria 102 km
- Costa: 43.157 m (~ 43 km)[2] 46.6 km[3]

L'intera costa slovena fa parte del Golfo di Trieste. Tra le città costiere ci sono:
- Capodistria
- Isola
- Portorose
- Pirano

## Regioni

### Regioni storiche

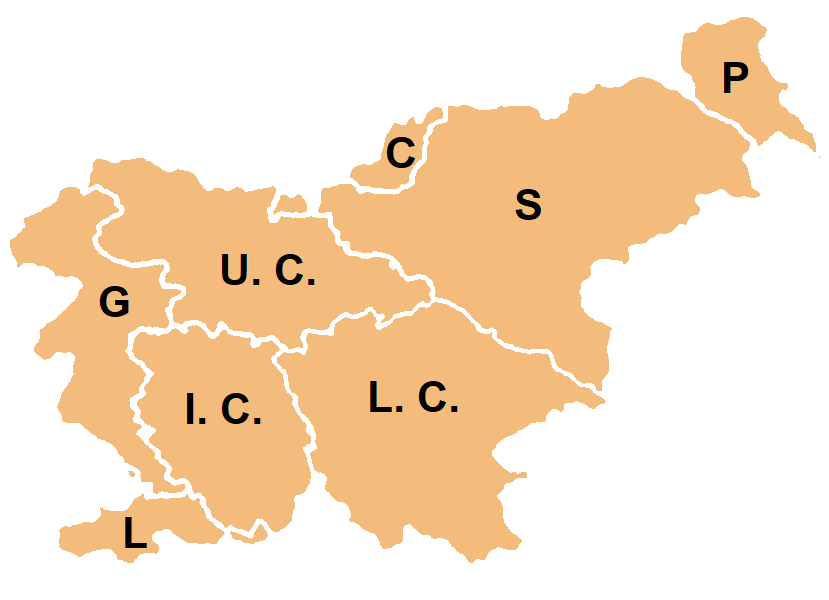
La Slovenia è tradizionalmente divisa in otto regioni.

Le tradizionali regioni slovene, basate sull'antica divisione asburgica della Slovenia nei quattro territori regi di Carniola, Carinzia, Stiria e Litorale sloveno, sono:
- Alta Carniola (Gorenjska) (abbreviata nelle mappa come U.C.)
- Stiria (Štajerska) (S)
- Oltremura (Prekmurje) (P)
- Carinzia (Koroška) (C)
- Carniola interna (Notranjska) (I.C.)
- Bassa Carniola (Dolenjska) (L.C.)
- Goriziano (Goriška) (G)
- Istria Slovena (Slovenska Istra) (L)

Le ultime due vengono abitualmente considerate unite nel Litorale Sloveno (Primorska). Invece, una parte della Bassa Carniola, la Carniola Bianca (Bela Krajina), è normalmente considerata una regione a sé stante, così come avviene per la Valle Centrale della Sava (Zasavije), la quale sarebbe invece parte dell'Alta e della Bassa Carniola, oltre che della Stiria.

## Clima
Il clima è mediterraneo lungo la costa, continentale, con estati miti e inverni freddi, negli altipiani e nelle valli orientali. Le precipitazioni sono abbondanti lontano dalla costa, con primavere particolarmente piovose. Vi sono frequenti poi nevicate lungo le Alpi slovene.

## Morfologia
La Slovenia, dal punto di vista del terreno, consiste di solo una sottile striscia costiera sull'Adriatico, una regione alpina adiacente l'Italia e l'Austria, un insieme di monti e valli con numerosi fiume nell'est del Paese.
C'è un'unica isola naturale in Slovenia: l'isola di Bled (Blejski otok), situata nel lago di Bled, a nord-ovest del Paese.

### Altitudini
- Punto più basso: mar Adriatico 0 m
- Punto più alto: Tricorno 2864 m

## Risorse naturali
Carbone di legno, piombo, zinco, mercurio, uranio, argento, energia idroelettrica

### Utilizzo della terra
- Terreno coltivabile: 12%
- Colture permanenti: 3%
- Pascoli permanenti: 24%
- Foreste e terreno boscoso: 54%
- Altro: 7% (dati del 1996)
- Terreno irrigato: 20 km² (dati del 1993)
- Rischi naturali: alluvioni e terremoti

## Ambiente

### Problemi attuali
La Sava è inquinata da rifiuti domestici e industriali; le acque costiere sono inquinate da metalli pesanti e materiali tossici; le foreste nei pressi di Capodistria sono danneggiate dall'aria inquinata provocata dagli stabilimenti metallurgici e chimici, ne sono conseguite piogge acide.

### Accordi internazionali
- Ha ratificato: Air Pollution, Air Pollution-Sulphur 94, Biodiversity, Climate Change, Endangered Species, Hazardous Wastes, Law of the Sea, Marine Dumping, Nuclear Test Ban, Ozone Layer Protection, Ship Pollution (MARPOL 73/78), Wetlands
- Ha firmato, ma non ratificato: Air Pollution-Persistent Organic Pollutants, Protocollo di Kyoto